# 昌子源
昌子源（日语：／ Shōji Gen */?，1992年12月11日—），日本足球運動員，現效力日職球隊町田澤維亞，日本國家足球隊成員。

## 俱樂部生涯
昌子源曾代表米子北高校出战过第89届全國高等學校足球錦標賽，那一年他高校三年级，事先已被鹿岛鹿角内定签约。
2011年高校毕业后加盟日职联赛豪门鹿岛鹿角，逐渐成为为队中的主力，而和他同期加盟鹿岛的柴崎岳、土居圣真也在日后成为日本国脚。昌子源更是帮助鹿岛鹿角获得了队史上首个亚冠联赛冠军。
昌子源在中泽佑二退役后，成为了鹿岛鹿角队的后防核心。昌子源2014年赛季代表球队在联赛中全勤34场，是鹿岛获得亚冠资格的主力。
鹿岛鹿角在官网宣布，球队已经与来自法甲图卢兹就昌子源转会一事达成了协议，日本国脚在完成体检后将会与图卢兹正式签约，根据此前媒体的报道，昌子源的转会费为300万欧元。
昌子源得到了球队主帅的认可。在2019年1月19日，图卢兹客场1比0击败尼姆的联赛中，昌子源首发登场打满90分钟。在那个赛季，昌子源在剩余的18轮联赛和2场法国杯的比赛中都获得了首发出场机会，累积出场时间也达到了1830分钟。
可惜昌子源在新赛季开始前遭遇了重伤。他因此缺席了本赛季前5轮的比赛。直至联赛第七轮，图卢兹在主场迎战昂热的比赛中，昌子源首发登场，并在半场结束后被凯文·阿米安·阿杜乌换下。那场比赛，图卢兹在最后阶段连续丢球。
昌子源在那之后再次陷入伤病困扰，而图卢茨的成绩也跌落到了降级区。
2020年2月3日，法甲球队图卢兹官方宣布，队内的日本后卫昌子源离开球队，他重返日本加盟了大阪飞脚。
鹿岛鹿角官方宣布从大阪飞脚签下中后卫昌子源。

## 國家隊生涯
2014年昌子源首度入选日本国家队， 2015年对乌兹别克的比赛中完成国家队首秀。
在2017年东亚杯上与中国的比赛中，昌子源打进在国家队的首个进球。
在今夏进行的2018年世界杯中，昌子源作为日本国家足球队绝对主力除了小组赛最后一轮同波兰的比赛阵容进行轮换未能出场以外，在余下的三场比赛中均作为主力首发出场。而他也成为了日本常规首发阵容中唯一的一名效力于国内联赛的球员。在小组赛首轮对哥伦比亚的比赛中，昌子源成功的限制住了对手前锋法尔考的发挥，帮助日本2-1取得首场胜利。小组赛第二轮同塞内加尔的比赛中，他又冻结了对手主力中锋尼昂，在1对1中昌子源均有出色的表现，这也让塞内加尔主帅在下半场只能换下尼昂。
昌子源在世界杯之后再也没能够入选国家队的集训名单，进而错过了1月的2019年亚洲杯。

## 外部連結
- National Football Teams （页面存档备份，存于）
- 鹿島アントラーズによる公式プロフィール
- 昌子 源的X（前Twitter）
- 昌子 源的Instagram帳戶